# Prorifera granulosa
Prorifera granulosa är en insektsart som först beskrevs av Sjostedt 1930.  Prorifera granulosa ingår i släktet Prorifera och familjen Morabidae. Inga underarter finns listade i Catalogue of Life.